# 크로스본즈 (마블 코믹스)
크로스본즈(Crossbones)는 마블 코믹스에서 출간한 만화책에 등장하는 슈퍼빌런 캐릭터이다. 본명은 브록 럼로(Brock Rumlow)이다. 《캡틴 아메리카: 윈터 솔져》에서는 프랭크 그릴로가 연기하였다.